# لاورينتين فالي (أونتاريو)
لاورينتين فالي، أونتاريو (بالإنجليزية: Laurentian Valley) هي مدينة كندية تقع في مقاطعة أونتاريو. تبلغ مساحة هذه المدينة 552.4412 (كم²)، ويبلغ عدد سكانها 9265 نسمة حسب إحصاء سنة 2006 م، بينما كان يسكنها 8733 نسمة في سنة 2001 م. تحتل هذه المدينة المرتبة رقم 413 بين مدن كندا حسب عدد السكان والمرتبة رقم 155 في المقاطعة. نما عدد السكان في هذه المدينة بنسبة (6.1) بين العامين المذكورين.

## وصلات خارجية
- الأطلس الحكومي لكندا
- إحصاءات كندا مع ساعة تعداد السكان نسخة محفوظة 23 مارس 2008 على موقع واي باك مشين.